# Salaison
Der Salaison ist ein Küstenfluss in Frankreich, der im Département Hérault in der Region Okzitanien verläuft. Er  entspringt an der Gemeindegrenze von Montaud und Guzargues, entwässert generell in südöstlicher Richtung und mündet nach rund 25 Kilometern östlich von Montpellier, im Gemeindegebiet von Mauguio in den Lagunensee Étang de l’Or und somit in das Mittelmeer.

## Orte am Fluss
(in Fließreihenfolge)
- Teyran
- Jacou
- Le Crès
- Saint-Aunès
- Mauguio